# イオンモール名古屋みなと
イオンモール名古屋みなと（イオンモールなごやみなと）は、かつて愛知県名古屋市港区品川町にあったショッピングセンターである。2021年（令和3年）2月に営業が終了し、その後解体されている。

## 概説
1999年（平成11年）11月20日に開業し、その時点でのショッピングセンターの名称は「ベイシティ品川」で核店舗の名称は「ジャスコ名古屋みなと店」であった。
核店舗の「ジャスコ名古屋みなと店」は、2011年（平成23年）3月1日にイオングループの総合スーパーマーケットの店名をイオンに統一するにあたり、「イオン名古屋みなと店」へと改称、また、同年から進められたイオンの大型ショッピングセンターの「イオンモール」への名称統一に伴い、同年11月21日よりショッピングセンター全体も「イオン名古屋みなとベイシティショッピングセンター」から「イオンモール名古屋みなと」に変更された。
また、2013年（平成25年）11月からはイオンリテールの運営だった大型ショッピングセンターをイオンモールの運営に委託することになったことに伴って同社の管理運営に移行している。
大規模小売店舗立地法による届出上の店舗面積（商業施設面積）は48,650 m2で、1993年（平成5年）10月21日に開業し当時港区内最大規模のショッピングモールだったアピタ港店（25,729 m2）を2倍近く上回り、開業時点では名古屋市港区内においては最大規模だったが、2014年（平成26年）6月に店舗面積55,000m2のイオンモール名古屋茶屋が開業、2018年（平成30年）9月28日には店舗面積59,500 ㎡のららぽーと名古屋みなとアクルスが開業したことにより、区内3位となった。
また、栄地区の松坂屋名古屋店・栄ガスビル（松坂屋・エンゼルビル・栄ガスビル、80,874 m2）や名古屋三越栄店・ラシック（75,860 m2）、丸栄・スカイル・サカエノバ（丸栄本店・栄ビル、58,022 m2）名古屋駅前地区のJRセントラルタワーズ（75,065 m2）や名鉄百貨店・近鉄パッセ（名鉄ビル・名古屋近鉄ビル・名鉄バスターミナルビル・大手町建物名古屋駅前ビル、72,891 m2）など、都心部の大型商業施設を大きく下回っている。
商業施設棟に関しては4階建てで、4階までは専門店街が配置されているが、それに対しイオンの総合スーパー部分に関しては3階までが売り場で、4階・R階へはエレベーターとエスカレーターが設けられているものの、売り場は配置されていない（屋内(立体)・屋上駐車場がある。）。
専門店街は、屋根の代わりにテントを張っているエンクローズドモールで、オープン当初、店側の広報の怠りによって来店客にはそのコンセプトが伝わらず、また、11月下旬にオープンを迎えた事もあり、ベイシティ専門店街が冬は「寒い」、夏は「暑い」との苦情が大量に寄せられる結果となった。
専門店街は中央入口付近の「スプリングコート」とその奥の「ワールドコート」、東入口前の「フォールコート」といった広場的な空間が設置されている。
駐車場についてはシネマ棟・ 5階建て立体駐車場・イオン棟4階・屋上（土日祝日のみ）・平面駐車場があり、駐車台数は全約2,800台である。高さ制限によると、平面含めすべて2.2 m。
2015年（平成27年）3月より、イオンモール名古屋みなととイオンモール名古屋茶屋を結ぶ無料シャトルバスが運行を始めた。毎週土日と祝日のみ運行される。
2017年（平成29年）から当施設をまるごと使用したコスプレイベントが開催されていた。2020年（令和2年）春と夏にも開催を予定していたが、新型コロナウイルス感染拡大の影響で中止となり、さらに後述のモール閉店も重なり、2019年（令和元年）の開催が最後となった。

### 閉店と跡地利用
最近では、近隣に後から立地したららぽーと名古屋みなとアクルス（東方約2 km）やイオンモール名古屋茶屋（西方約3 km）等へのテナントの移転や閉店により、開業時の約120店舗から約60店舗へ大幅にテナントが減少、また、それらやインターネット通販への消費者流出に歯止めがかからなくなったため、2021年（令和3年）2月28日午後6時をもって閉店し、ジャスコ時代から21年3ヵ月にわたる営業を終えた。また、核テナントのイオン名古屋みなと店は同日付で一時休業に入り、施設の建て替えを行う予定である。
跡地のうち西側には、三菱地所が物流センター「ロジクロス名古屋みなと」を建設、アマゾンジャパンが物流拠点（フルフィルメントセンター）として利用する。

## テナント

### 店舗全体
最終営業日まで営業していた主なテナント
| - イオン（総合スーパー） - アスビー（靴） - ヴィンテージヴァンガード - ギャップ アウトレット（衣料） - シューラルー（衣料） - キャンドゥ（100円ショップ） - ジョーシンアウトレット（家電） - 駿河屋（ホビー・ゲーム） | - 未来屋書店（書籍） - 島村楽器（楽器） - ロゴス（アウトドア） - スターバックスコーヒー（カフェ） - モスバーガー（ハンバーガー） - 丸亀製麺（うどん） - サーティワン（アイスクリーム） - マクドナルド（ハンバーガー） |

### TOHOシネマズ名古屋ベイシティ
「ヴァージンシネマズ名古屋ベイシティ」としてベイシティと同日の1999年（平成11年）11月23日に開業した。2004年（平成16年）2月7日より現名称に変更。通常の10スクリーンに2つのプレミアスクリーンを加えた計12スクリーン・2669席で、最大のスクリーン4ではMasterImage 3Dを完備している。
名古屋市港区は1960年（昭和35年）時点で5つの映画館が存在していたが、最後まで残ったポートシネマ（旧「築地劇場」）が1989年（平成元年）頃に閉館したため、ヴァージンシネマズのオープンで10年ぶりに映画の灯がともった。
イオンモール名古屋みなと本棟から道路を挟んで東側に位置し、本棟の専門店街2階から連絡橋が設置されていたが、2022年5月9日から7月31日にかけて、撤去工事が行われた。そのため、現在では、道路を横断する際、北側にある品川交差点の横断歩道を利用する必要がある。。
『午前十時の映画祭』は2010年度（平成22年）から2019年度（令和元年）まで10年連続で参加していた。
先述のモールの閉店を前に、2020年（令和2年）11月30日をもって閉館することとなり、予告通りに閉館。ちなみに最終上映として『きみの瞳が問いかけている』（三木孝浩監督）がシアターPREMIER2で上映された。21年間の来場者は約1,200万人に及んだ。
閉館翌日の12月1日以降も建物はそのまま存続していたが、イオンモール本館の閉店日翌日の3月1日より解体工事が始まり、11月頃で解体工事が終了し、更地になった。また、現時点では、跡地の利用については不明である。なお、TOHOシネマズは同市栄で2026年夏に開業予定の「ザ・ランドマーク名古屋栄」内への出店を発表している（事実上の名古屋市内への再進出）。
沿革
ヴァージンシネマズ名古屋ベイシティ（1999年11月23日 - 2004年2月6日）→TOHOシネマズ名古屋ベイシティ（2004年2月7日 - 2020年11月30日）
経営・運営
ヴァージンシネマズ・ジャパン（1999年11月23日 - 2003年4月6日）→TOHOシネマズ（2003年4月7日 - 2020年11月30日）
| スクリーンNo. | 座席数 | 車椅子席 |
| ------------- | ------ | -------- |
| 1             | 203    | 2        |
| 2             | 334    | 2        |
| 3             | 239    | 2        |
| 4             | 488    | 8        |
| 5             | 203    | 2        |
| 6             | 334    | 2        |
| 7             | 239    | 2        |
| 8             | 97     | 2        |
| 9             | 176    | 2        |
| 10            | 176    | 2        |
| PREMIER 1     | 54     | 2        |
| PREMIER 2     | 98     | 2        |

## 交通アクセス

### 自動車
- 駐車場：2,800台[4]。

立体駐車場・屋上駐車場付き

### 鉄道
- 名古屋臨海高速鉄道
  - 西名古屋港線（あおなみ線） 荒子川公園駅[4]下車、徒歩で約3分。

### 路線バス
- 三重交通バス「名四寛政町」停留所[4]下車、徒歩で約5分。
- 名古屋市営バス「新開橋」停留所[4]下車。

### 無料シャトルバス
- 名古屋市営地下鉄名港線 港区役所駅から地下鉄築地口駅経由[4]。
- イオンモール名古屋茶屋から（土・日・祝日のみ）[12]。

## 近隣店舗
- ポートウォークみなと（アピタ港店）
- MEGAドン・キホーテUNY東海通店
- イオンモール名古屋茶屋
- ららぽーと名古屋みなとアクルス